# Åke von Schultz
Fritz Rudolf Åke von Schultz, född 14 april 1908 i Uppsala, död 1 januari 1976 i Sundsvall, var en svensk jurist.
von Schultz blev student vid Uppsala universitet 1926. Efter att ha avlagt juris kandidatexamen där 1931 blev han fiskal i Svea hovrätt 1935 och assessor där 1943. von Schultz utförde lagstiftningsuppdrag i Justitiedepartementet 1937–1939 och 1945–1947. Han var tingsdomare i Medelpads östra domsaga 1943–1945, borgmästare i Sundsvalls stad 1948–1954, och hovrättslagman i Hovrätten för Nedre Norrland 1954–1964. von Schultz utnämndes 1964 till hovrättspresident i Hovrätten för Nedre Norrland.

## Utmärkelser
- Kommendör med stora korset av Nordstjärneorden, 6 juni 1974.[4]